# Sestav štirih tetraedrov
Sestav štirih tetraedrov se v geometriji lahko naredi iz štirih tetraedrov z različnimi načini simetrije. 
Eden sestav se lahko naredi tako, da zavrtimo tetraeder za 45º vzdolž osi srednjega roba. Ima diedrsko simetrijo D4 ter enako razvrstitev oglišč kot konveksna osemstrana prizma. 